# 市之久田中央公園

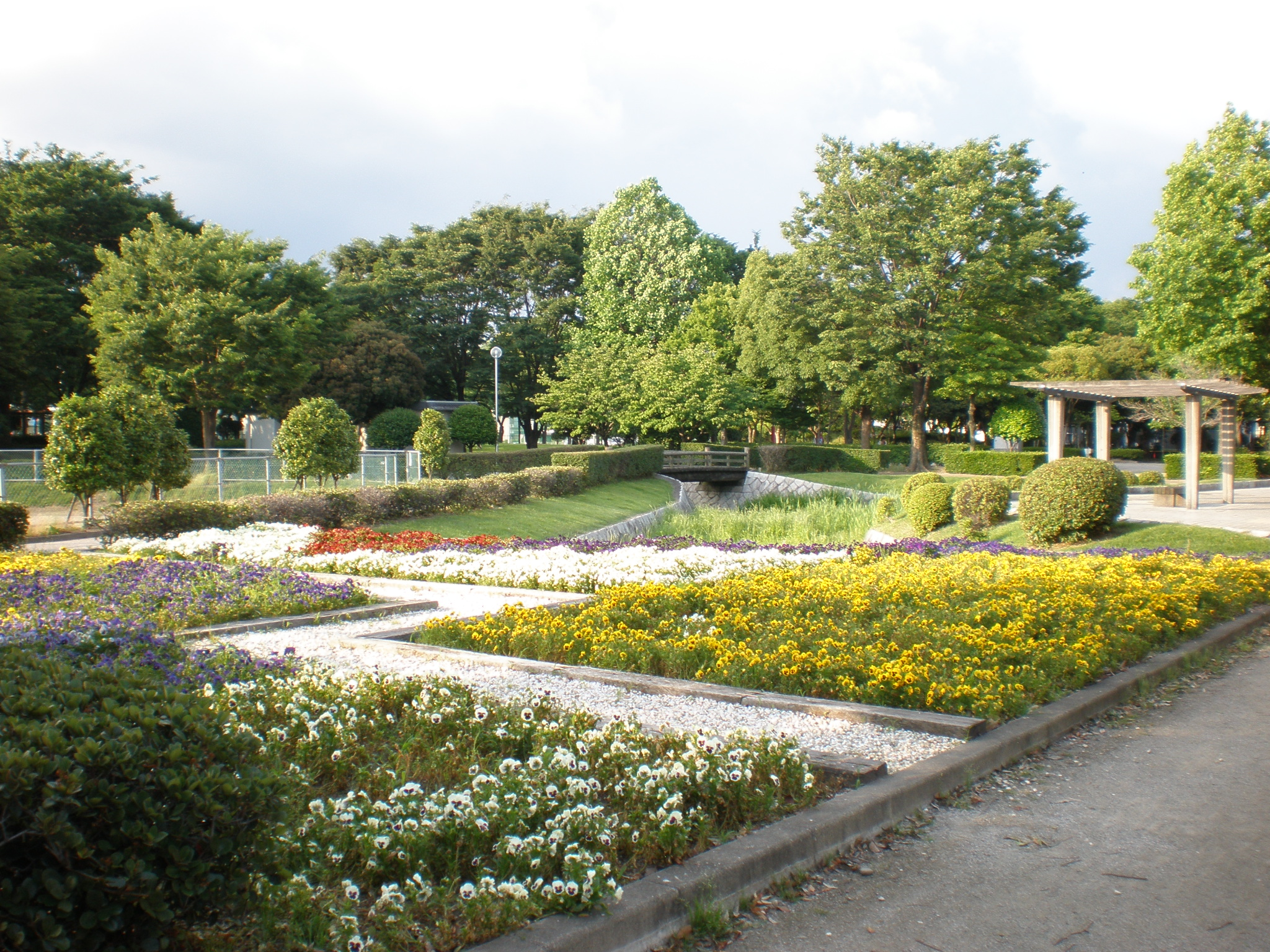
花壇（2009年（平成21年）5月）

市之久田中央公園（いちのくたちゅうおうこうえん）は、愛知県小牧市にある公園である。

## 概要
公園分類は「都市公園（近隣公園）」。面積は2.2ha。北側に中島スポーツ広場が隣接する。なお「市之久田」とは、公園一帯の古い地名である。

## 歴史
- 1984年（昭和59年）4月2日 - 供用開始[1]。
- 2001年（平成13年） - バラ園設置。

## 所在地
- 愛知県小牧市常普請3丁目103

## 交通手段
- こまき巡回バスと名鉄バスの「外堀1丁目」停留所下車、徒歩で約1分。

## 周辺
- 中島スポーツ広場
- 小牧カトリック教会
- 愛知県道451号名古屋外環状線
- 愛知県道25号春日井一宮線
- 観音寺